# Klášter dominikánů (Brno)
Brněnský klášter dominikánů se nachází v Dominikánské ulici vedoucí z Dominikánského náměstí na náměstí Šilingrovo, v těsném sousedství kostela sv. Michala a Nové radnice. Klášter vznikal ve 30.–40. letech 13. století, dodnes se z tohoto období zachovalo západní křídlo křížové chodby, které v současnosti funguje jako galerie a je volně přístupné.

## Historie kláštera
Dominikáni přišli do Brna pravděpodobně mezi lety 1228–1239 a do stejného časového rozmezí je datováno založení kláštera markrabětem Přemyslem. V roce 1297 je poprvé doloženo konání zemského soudu, stabilně se zde však sněmy a soudy scházely až od roku 1348. U kostela sv. Michala probíhaly od druhé poloviny 14. století také výroční zádušní mše, jejichž výnosy spolu s dalšími dary podpořily budování zázemí kláštera. V letech 1582–1583 nad severním ramenem křížové chodby vznikla stavovská soudnice a do roku 1586 byl vymezen areál Zemského domu podloubím otevřeným do nádvoří a zdí se vstupní branou v místech dnešního vstupu.
Roku 1586 však klášter údajně vyhořel a o půl století později, roku 1641 se zřítila vlivem sprašového podloží část klenby kostela a poté i obvodní zdi. V roce 1645 byly zříceniny zasaženy dělostřelbou.
Nový kostel byl budován od roku 1658 do roku 1667 Janem Křtitelem Ernou. Současně s touto raně barokní novostavbou kostela probíhala i opětovná výstavba kláštera a bylo vybudováno nové západní a severní křídlo Zemského domu. Na nějaký čas se tak podařilo obnovit i teologické řádové učiliště, roku 1784 však byl klášter zrušen, místnosti kolem křížové chodby byly přičleněny k Zemskému domu (dnes součástí Nové radnice), novější barokní části připadly brněnskému biskupství, které zde od roku 1807 zřídilo teologické studium. Roku 1905 část kláštera převzala kongregace redemptoristů, působili zde až do roku 1950. Zemský dům koupilo roku 1874 město Brno a podle projektu J. Poláška jej v letech 1934–1935 přestavělo na Novou radnici – centrum městské správy.

## Architektura
Podle markraběcí listiny z roku 1247 postavili dominikáni nejprve při kostelu „oratoř“, další listina z roku 1248 už zmiňuje „nově založený klášter“. Jako první vznikalo západní křídlo kláštera, vystavěné už ve 40. letech 13. století a zaklenuté kolem roku 1300.
Ze západní křížové chodby se zachovaly obvodní zdi a části původních potrojných oken s půlkruhovými záklenky, které vedly z rajského dvora do ambitu. Střední část oken však byla odbourána, dochovány jsou jen postranní pilíře, které okenní skupiny oddělovaly, s polosloupky, které nesly okenní záklenky. Na talířové patky těchto sloupků navazují válcové dříky, které ukončují hlavice, dole kruhové a nahoře čtverhranné, zdobené tesaným dekorem s palmetami a úponky s listovím. Dále zde dodnes najdeme válcové přípory původně zamýšlené klenby (dnešní klenutí je pozdější datace). V 70. letech 13. století byla dokončena severní chodba s výstavnou kapitulní síní, zaklenutá roku 1302, spolu s východním ramenem. Klenební pole jsou všude oddělena pasy, žebra mají hruškový profil. Ve východní části překrývají jejich křížení čtyřlisty – kvadriloby, v dalších dvou ramenech se žebra kříží v talířových svornících. 
Kapitulní síň byla přístupná ze severního křídla chodby přes veliký lomený ústupkový portál se dvěma okny po boku portálu. Okna jsou hrotitě ukončená a nad dvěma díly ukončenými trojlistými obloučky mají jejich kružby vložený trojlist do plochy záklenku. Zbývající jižní chodba byla sklenuta až v 70. letech 14. století. Vrchol klenby západního křídla pochází pravděpodobně z rekonstrukce roku 1493. V letech 1489–1493 byla v ambitu také vyměněna okna za nová lomená s pozdně gotickým kamenným ostěním, ze stejné doby pravděpodobně pochází malba Ukřižovaného Krista. 

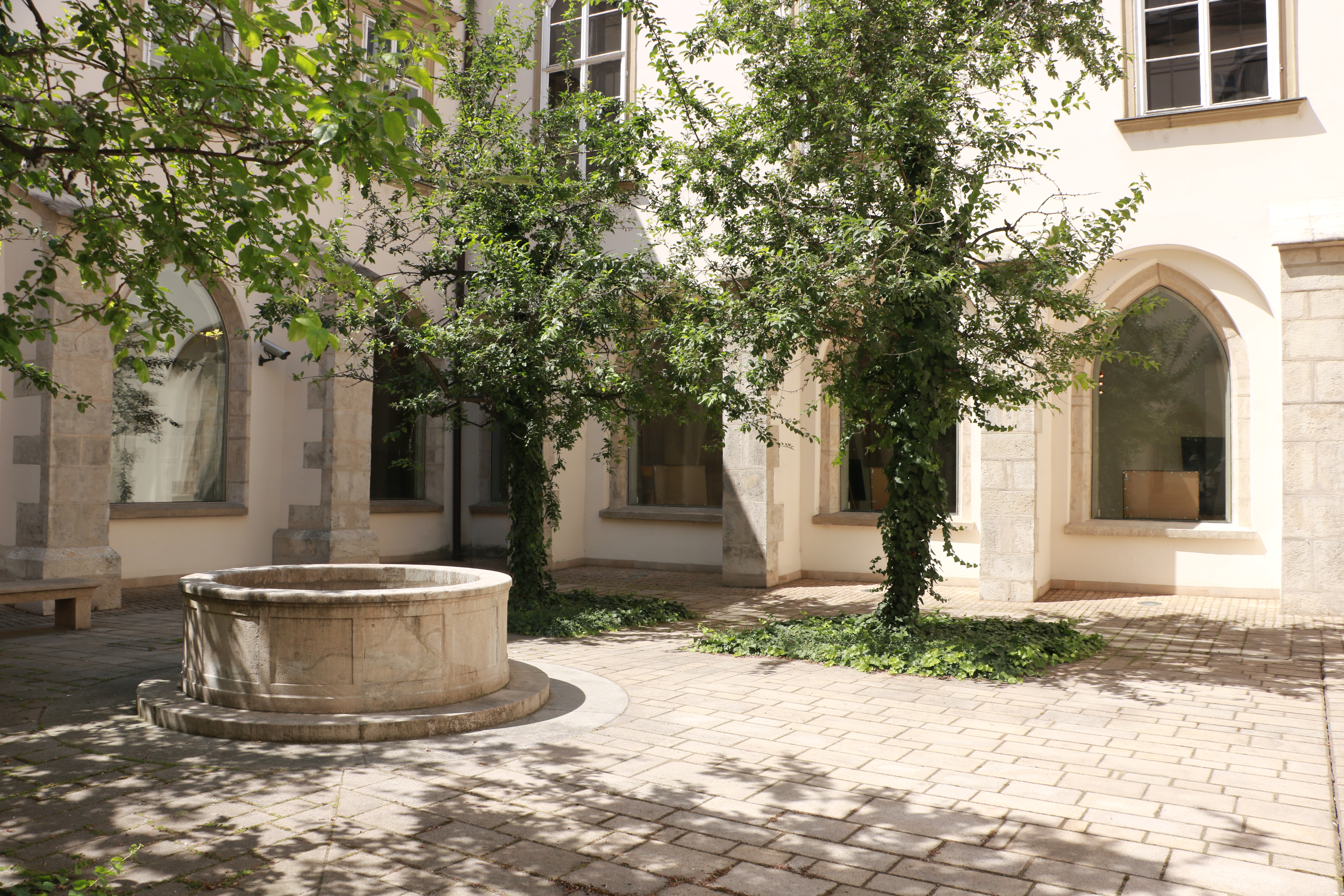
Rajský dvůr
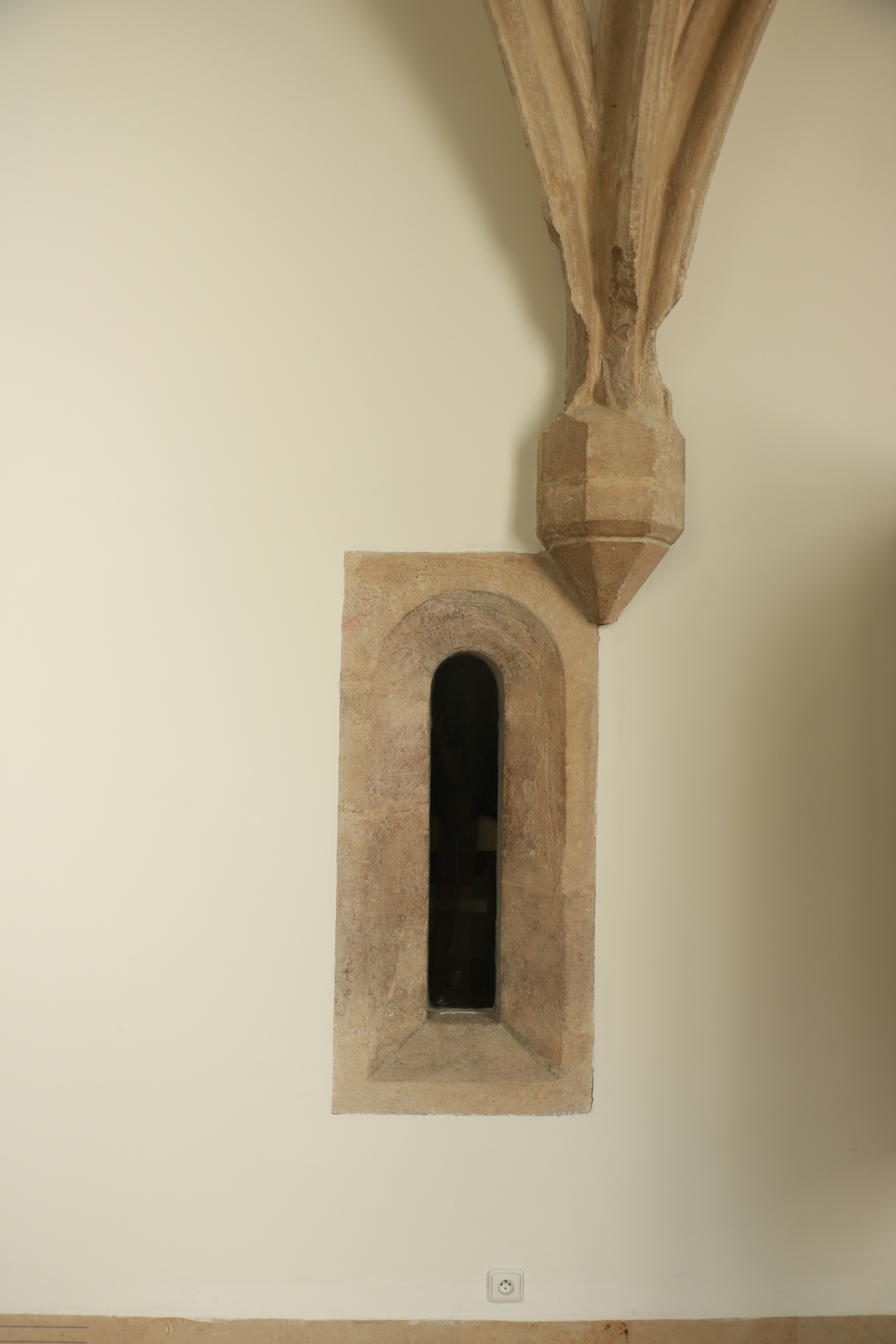
Detail přípory klenby
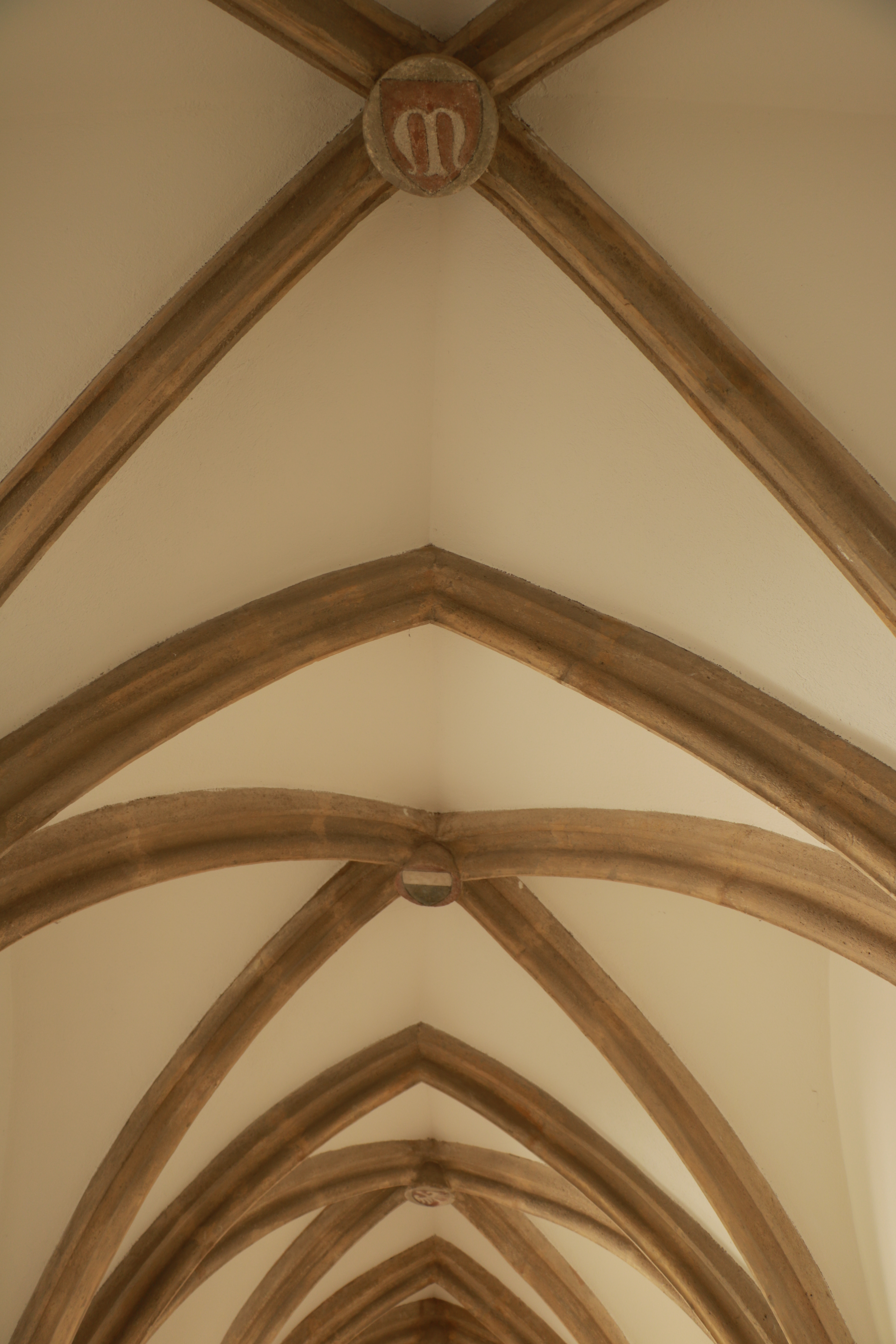
Svorníky klenby
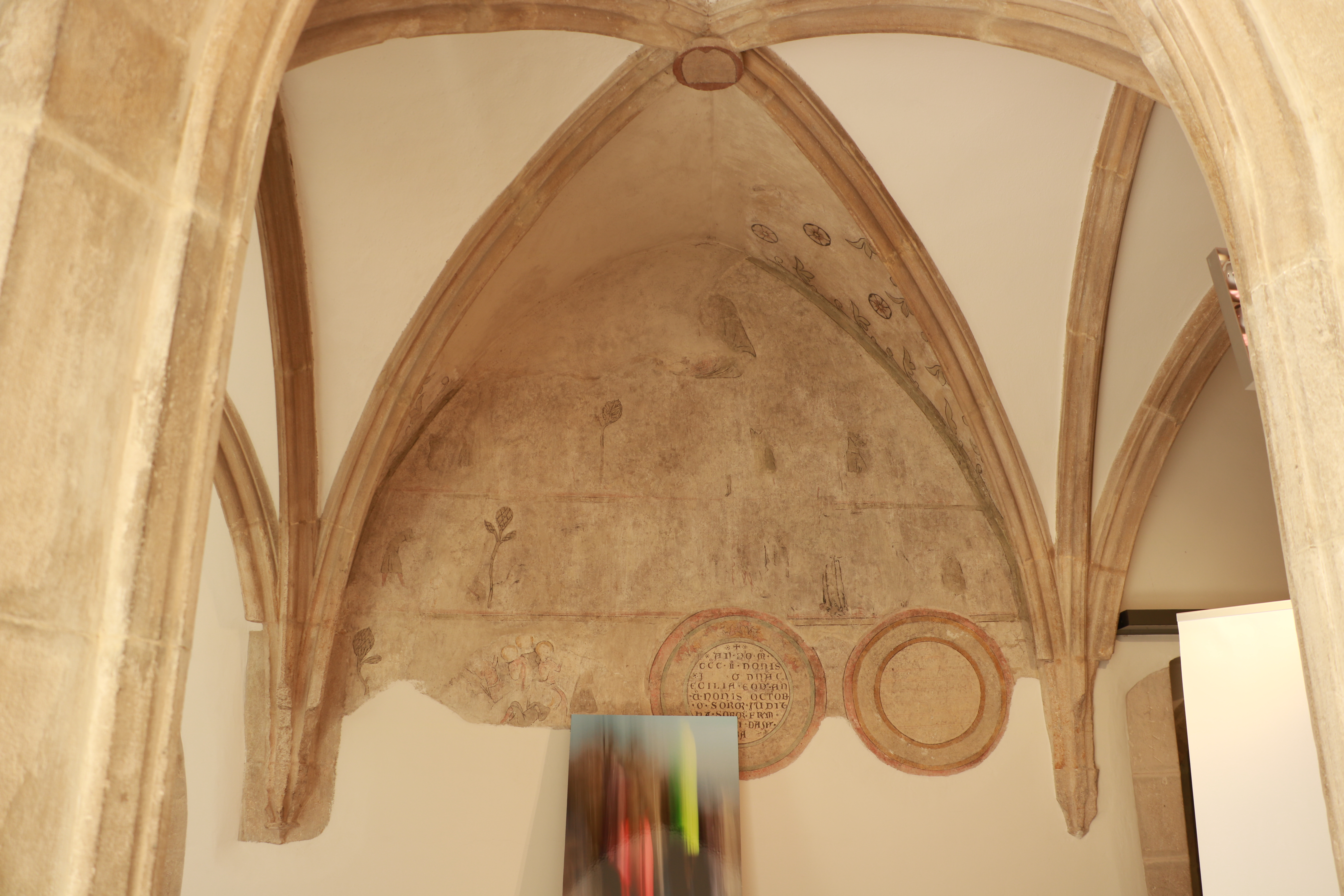
Dochované malby v křížové chodbě
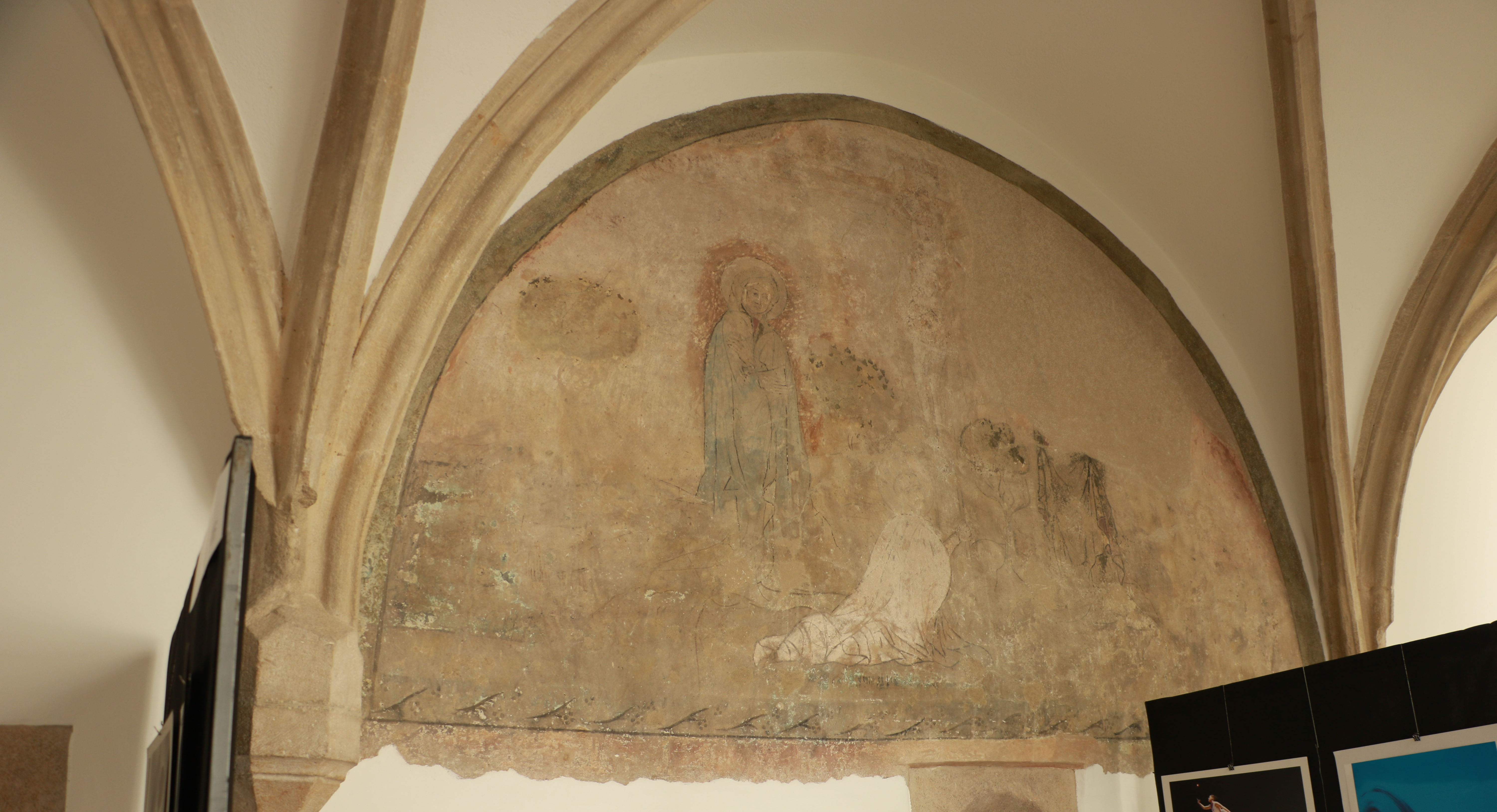
Dochované malby v křížové chodbě
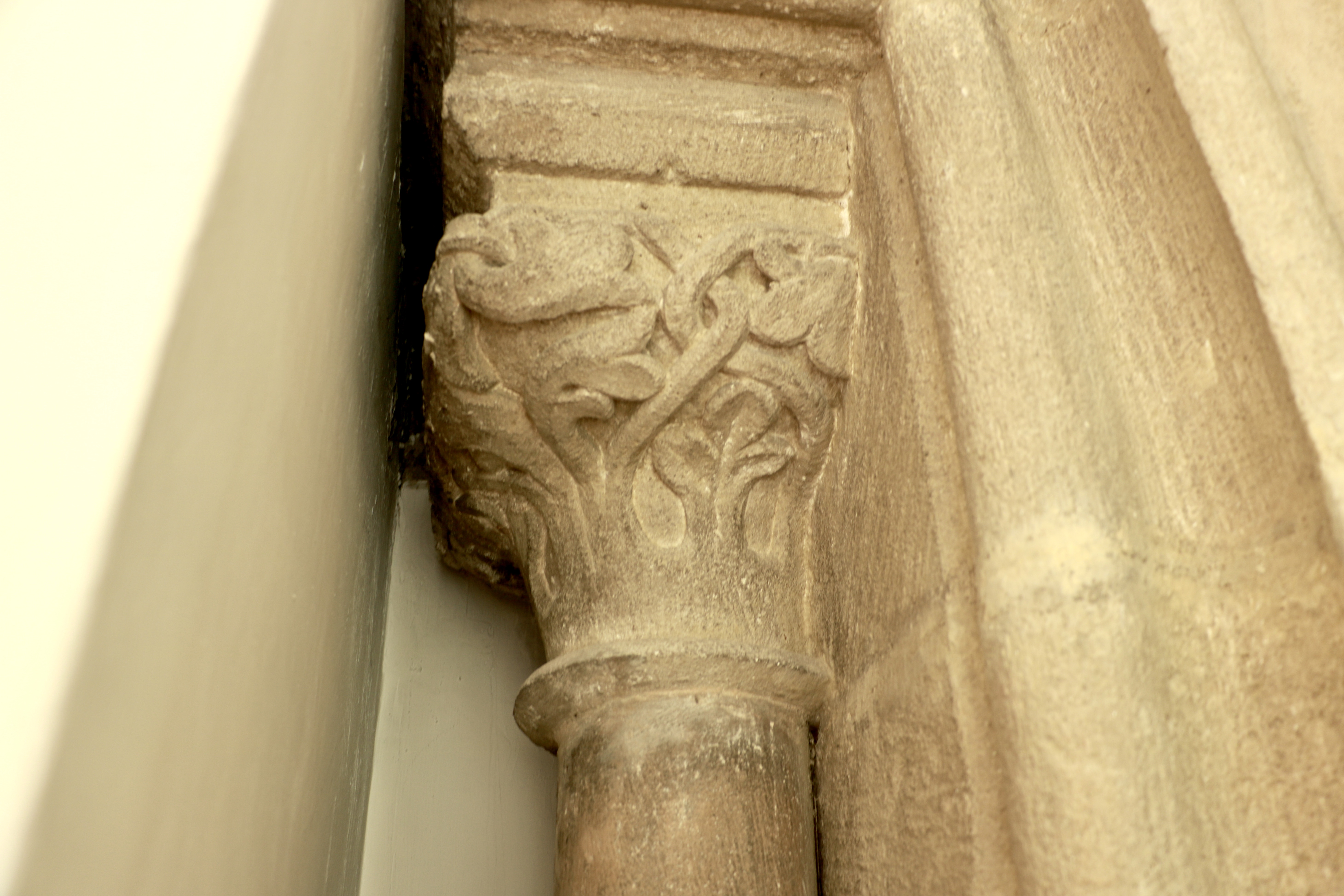
Detail hlavice s listovým dekorem